# 阿克雷港

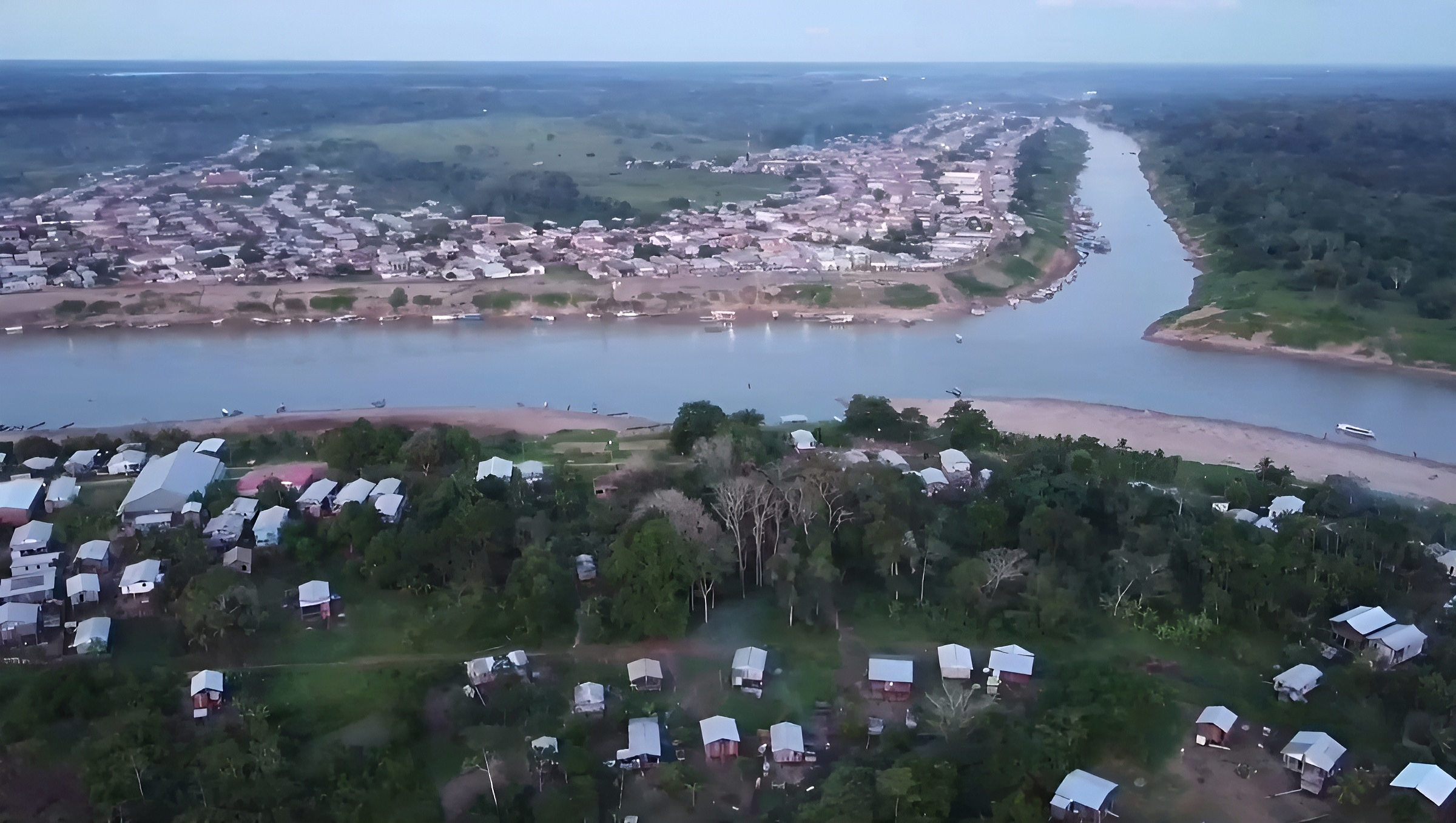
阿克雷港

08°45′07″S 67°23′52″W / 8.75194°S 67.39778°W
阿克雷港（葡萄牙語：Boca do Acre）是巴西的城鎮，位於該國北部，由亞馬遜州負責管轄，始建於1890年10月22日，面積22,349平方公里，海拔高度105米，2014年人口33,148，人口密度每平方公里1.48人。